# Energia (lanciatore)

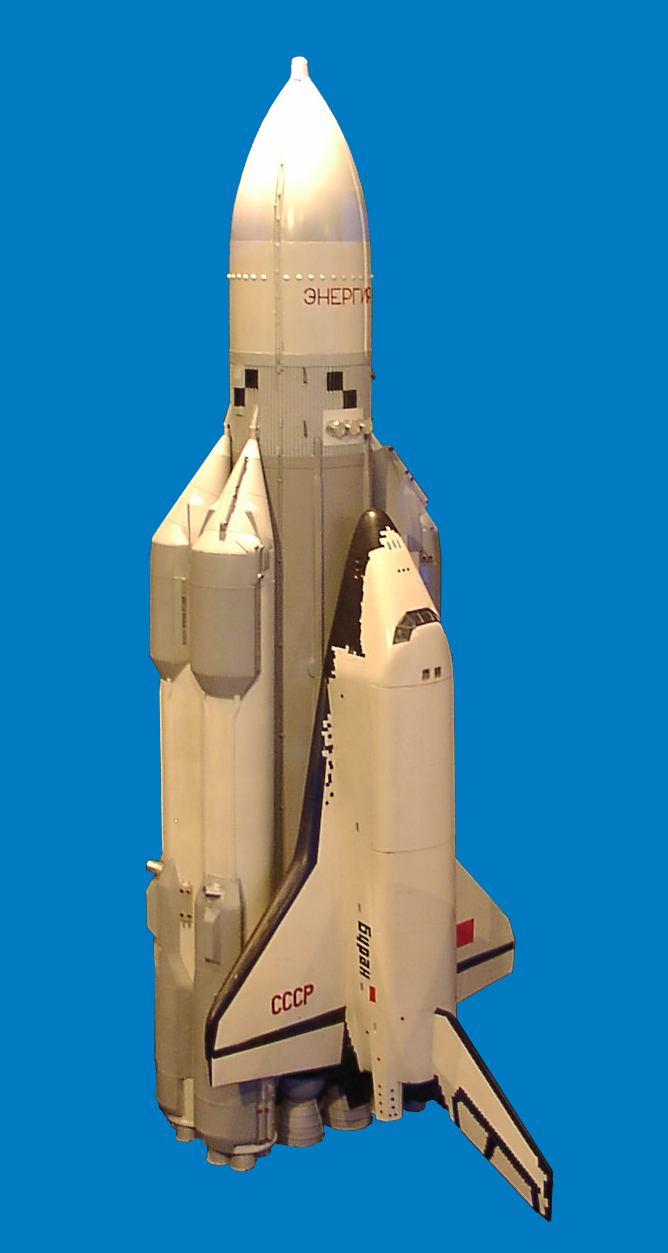
Un modellino del razzo Energia accoppiato alla navetta spaziale Buran.

Energia o Ėnergija (in russo Энергия?) è stato un lanciatore sovietico progettato dalla NPO Ėnergija come lanciatore pesante, in particolare come booster nel Programma Buran per lo shuttle sovietico. Fu progettato per portare circa 100 tonnellate nell'orbita terrestre bassa (LEO), anche se poteva essere potenziato per carichi maggiori, paragonabili o superiori a quelli del Saturn V. Il primo lancio è avvenuto il 15 maggio 1987 alle 21:30 con il satellite Polyus come carico. Energia funzionò perfettamente, ma Polyus non raggiunse l'orbita prevista a causa di un malfunzionamento di un sensore del sistema di guida inerziale, avvenuto subito dopo la separazione da Energia. Il lancio successivo, l'ultimo, avvenuto il 15 novembre 1988 ha portato in orbita la navetta Buran (priva di equipaggio). Sia Energia sia Buran vennero sviluppati per mantenere la parità strategica con gli Stati Uniti.
I lavori per il complesso Energia/Buran iniziarono nel 1976 dopo la decisione di cancellare il progetto del razzo N1, le cui infrastrutture vennero riutilizzate per la costruzione di Energia. Energia sostituì anche il progetto Vulkan, basato sul razzo Proton.

## Configurazioni
Oltre alla configurazione originaria, furono previste altre tre configurazioni, in funzione dei diversi carichi. La configurazione minore chiamata, Energia M, disponeva solo di due razzi Zenit, anziché quattro, e un solo motore RD-0120 nel booster principale.
Venne progettato per sostituire i razzi Proton, ma perse la competizione con i razzi Angara. Energia-2 venne progettato per essere completamente riutilizzabile, mentre nei razzi Zenit il modulo principale sarebbe stato abbandonato ad ogni lancio.
Con Energia-2 il nucleo centrale sarebbe stato in grado di rientrare e planare a terra, probabilmente sfruttando la tecnologia sviluppata per Buran. L'ultima configurazione, la più potente, non venne mai testata. La configurazione Vulkan o Hercules era costituita da otto razzi Zenit e, come stadio finale, un booster Energia-M. Questa configurazione poteva portare in orbita l'incredibile peso di 175 tonnellate.
La produzione dei razzi Energia è cessata con la dissoluzione dell'Unione Sovietica e la fine del progetto.

## Confronto tra Energia e Saturn V
C'è un grande dibattito su quale sia stato il migliore e il più potente razzo, Energia o il Saturn V. Energia, nella sua configurazione più potente era equipaggiato con razzi Zenit ed uno stadio finale H2; questa configurazione superava la capacità di carico per un'orbita terrestre bassa del Saturn V (175 contro 120 tonnellate), sebbene non abbia mai volato. Nella configurazione che ha volato (quattro booster Zenit e un modulo principale) la capacità di carico LEO di Energia era di sole 100 tonnellate, questo, fino al lancio del Falcon Heavy nel 2018,  è stato l'unico razzo lanciato con successo ad essere confrontabile al Saturn V. Entrambi i vettori sono stati sviluppati investendo enormi risorse, rendendoli così buoni come si sono dimostrati, per poi abbandonarli dopo poco. Questo rende Energia e Saturn V come i veicoli più costosi che siano stati abbandonati con più rapidità dopo aver dimostrato la loro efficienza.

## Stato attuale
L'abbandono degli Shuttle ha portato molti a pensare che Energia o la navetta Buran sarebbero ritornati in servizio. La realtà è che tutti gli equipaggiamenti per Energia e Buran, inclusi i veicoli stessi, sono stati abbandonati o riconvertiti, sin dal dissolvimento dell'Unione Sovietica.
Parti dell'Energia sono stati impiegati in altri progetti. I quattro booster a combustibile liquido, che bruciano cherosene e ossigeno liquido, sono la base per il razzo Zenit che utilizza lo stesso motore RD-170: un design potente, moderno ed efficiente. È ancora usato sia presso il Cosmodromo di Baikonur che in mare sulla piattaforma di lancio navale Sea Launch. Una versione più piccola del motore, l'RD-180, spinge i razzi Atlas V della Lockheed Martin, uno dei due nuovi razzi statunitensi EELV. Il progetto Ares V (CaLV), un vettore pesante basato sullo Space Shuttle, assomiglia alla configurazione più potente di Energia, ma usa i due booster a combustibile solido dello Space Shuttle, mentre lo stadio superiore usa due motori Apollo-Saturn J-2X.